# Rocca Malatestiana (Cesena)
Pour les articles homonymes, voir Rocca Malatestiana.
La Rocca Malatestiana de Cesena, placée au col Garampo et entourée par le parc de la Rimembranza, est la forteresse de défense de la cité de Cesena en province d’Émilie-Romagne. C’est actuellement la troisième fortification, construite à peu de distance des ruines des deux précédentes d’époque romaine tardive et médiévale.

## Histoire
La Rocca passe par trois étapes importantes :
La Rocca AnticaCette antique forteresse se trouvait plus en amont, sur l’ancien site romain de castrum romanum. Cette fortification fut détruite aux environs de l’an 1000 par un glissement de terrain provoqué par une crue du fleuve Savio qui s’écoulait à ses pieds à cette époque. Ce glissement de terrain  provoqua également une modification du cours du fleuve qui devint son lit actuel.
La Rocca VecchiaLa seconde forteresse fut reconstruite plus en aval de la première et dite aussi "dell’Imperatore" (de l’Empereur) parce que l’empereur Frédéric Barberousse y séjourna en 1177 et y fit bâtir une tour où Béatrice, son épouse, séjourna pendant trois années.
En 1241, pour punir la cité d’avoir été du côté des guelfes, Frédéric II du Saint-Empire assiégea Cesena, s’empara de la forteresse pour la détruire et en reconstruire une autre, stratégiquement plus solide et défensive. Mais cette dernière fut également détruite en 1248 par ordre du cardinal Ottaviano Ubaldini, légat du pape Innocent IV.
En 1294, Malatestino I Malatesta (it), podestat de Cesena, fit détruire l’église et les fortifications internes à la fortesse.
En 1300, Frédéric Ier de Montefeltro, nommé capitaine du peuple, fit restructurer la rocca vecchia. 
En 1357, l’épouse de Francesco II Ordelaffi, seigneur de Forlì, soutint avec courage l’assaut du Cardinal Albornoz.
En 1377, la Rocca subit l’assaut et la destruction par l’armée des Bretons, guidés par le Cardinal Roberto da Ginevra (futur Clément VII), qui saccagea et incendia la cité entière.

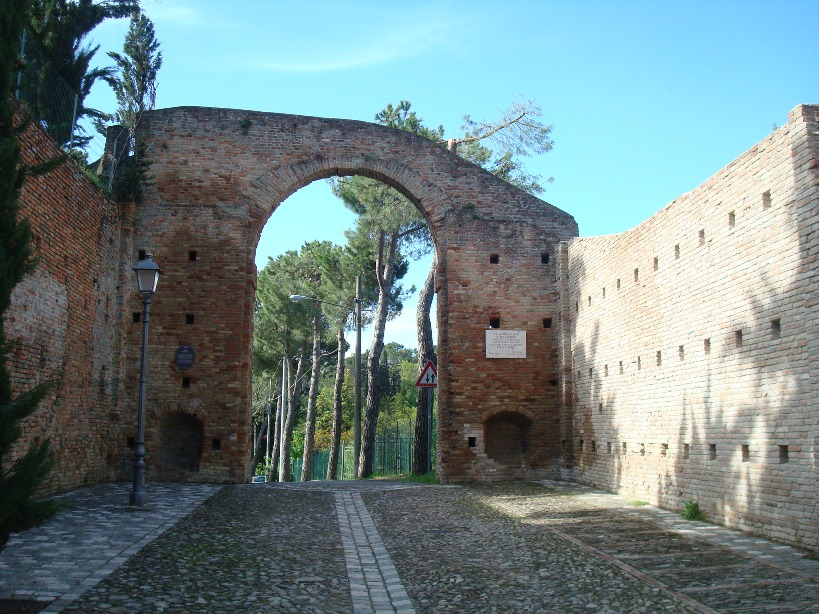
Porta Montanara et début des murs de la Rocca Vecchia.
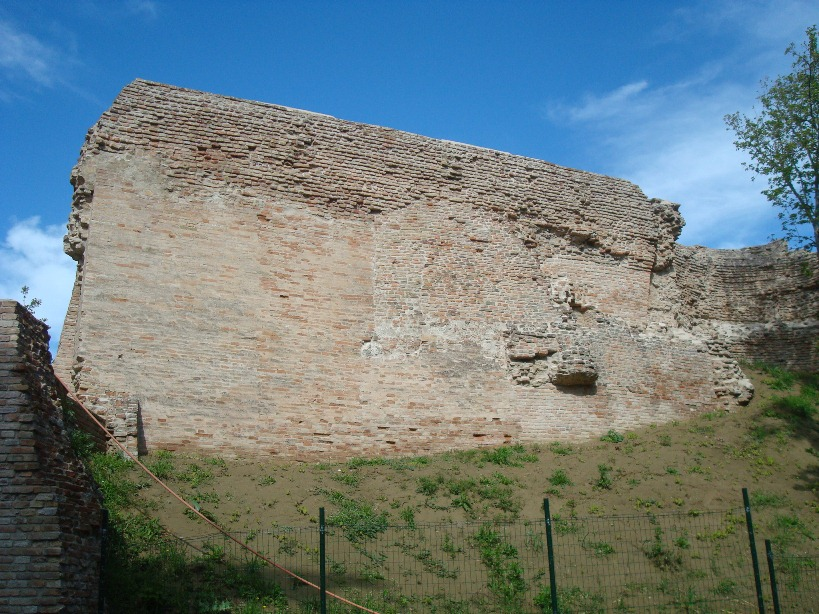
Rocca Vecchia.
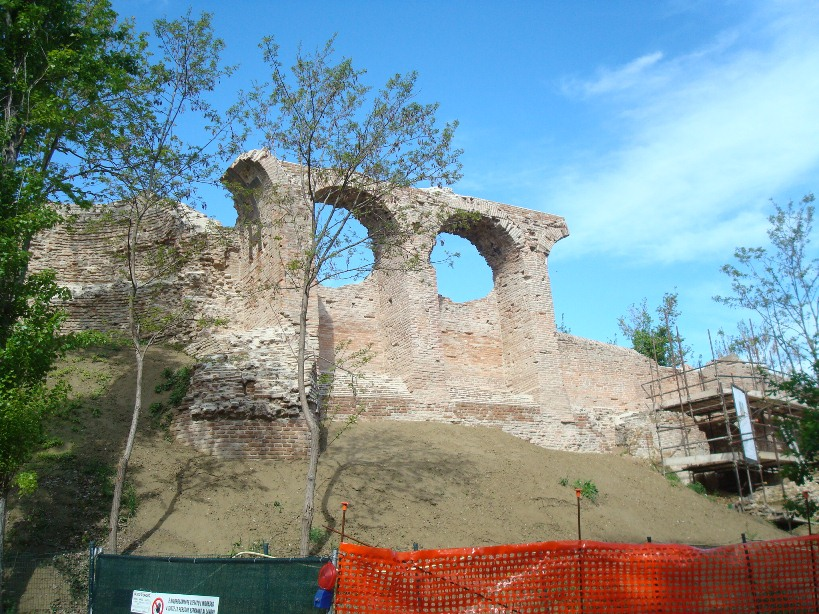
Rocca Vecchia (restauration).
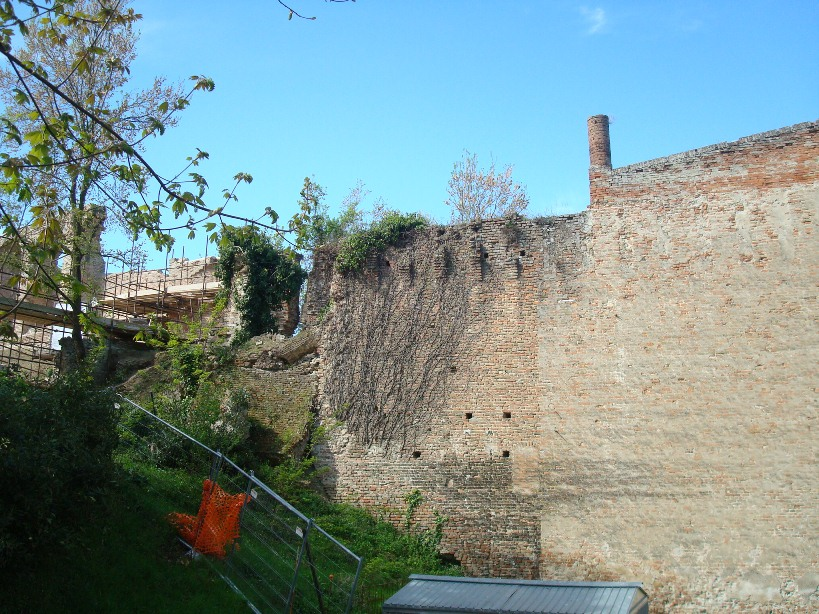
Murs de la Rocca Vecchia.
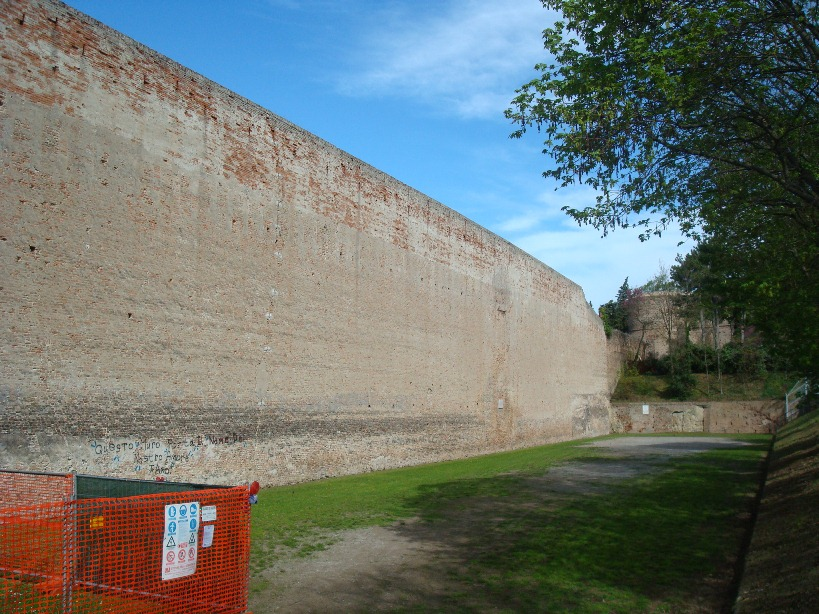
Murs de liaison à la Rocca actuelle.

La Rocca MalatestianaEn 1380, début des travaux de reconstruction de la Rocca Malatestiana par initiative de Galeotto I Malatesta comme point stratégique pour la défense de la cité. Les travaux, sous la direction de l’architecte Matteo Nuti de Fano, assisté de Cristoforo et Francesco Baldini de Ferrare, furent réalisés en deux tranches ; la première de 1466 à 1470, sous le pape Paul II (1464-1471), la seconde de 1475 à 1477, sous le règne du pape Sixte IV (1471-1484).

En octobre 1432, après la mort prématurée de Galeotto Roberto, à Cesena succéda Domenico Malatesta Novello, auquel l’on attribue les grandes œuvres qui ont donné à la cité l’empreinte des Malatesta qui encore aujourd’hui la caractérise dans la partie historique du centre urbain. Particulièrement en 1441, Novello se dédia assidûment aux travaux de renforcement et de rénovation de la ceinture de murailles de la cité. 

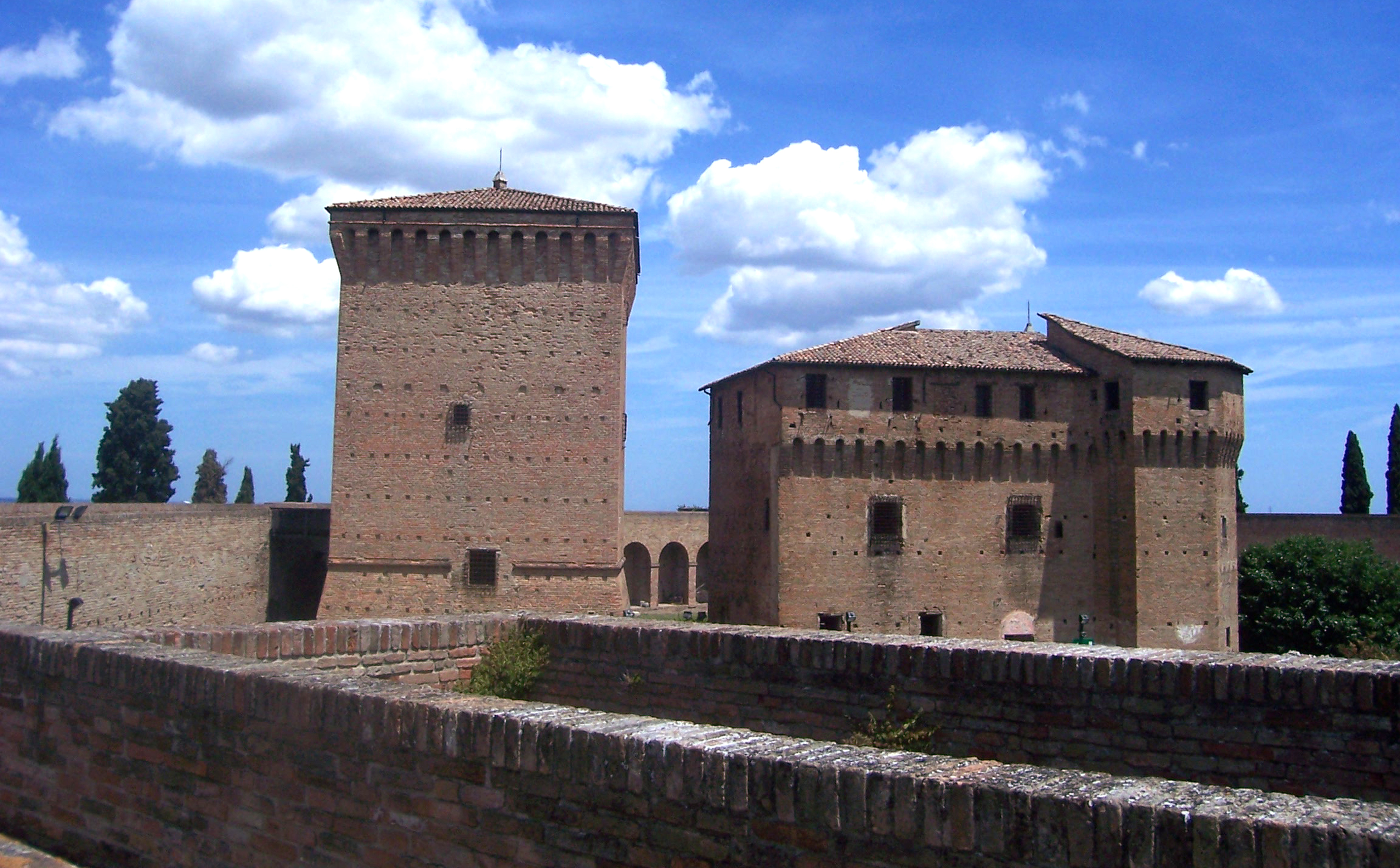
Les deux tours vues depuis les murs

### Après Novello et Léonard de Vinci
Après la mort de Novello (1465), Cesena retourne sous la domination pontificale et les fortifications d’époque subirent des modifications du système défensif aptes à résister aux nouvelles armes à feu (fusil et canon à poudre noire). 
En 1500, César Borgia, dit « il Valentino », éleva Cesena au rang de capitale du Duché de Romagne. En 1502, Léonard de Vinci, auquel Borgia avait confié la charge de relever et d’améliorer le système défensif des villes de Romagne, rejoignit Cesena.  De son activité, la cité conserve la ceinture de muraille et les plans des systèmes de défense des portes d’accès à la ville, ainsi que le système d’artillerie posté sur le muro grosso (gros mur) de la rocca Nuova, dont la position dite à la franzosa (française) fut terminée en 1503.

### DuXVIIIesiècleà aujourd’hui
Jusqu’à la fin du XVIIIe siècle, la Rocca maintint sa fonction de forteresse militaire, mais après l’époque napoléonienne et à la suite de modifications structurales, les deux tours et le "torrione del Nuti furent transformés en prison. Cette fonction prit fin en décembre 1969 et, en 1970, la forteresse retourna sous l’administration communale. 
En 1974, une des tours de la forteresse, nommée "Femmina" (femelle), fut transformée en musée et une succession de travaux relevant des normes de sécurité permirent, surtout à partir de juin 2003, d’ouvrir l’entière superficie des bâtiments et des murs (chemin de ronde) aux citadins et touristes.

## La forteresse
L’espace interne, entre les hauts murs, est marqué par la présence des deux tours placées sur deux niveaux de terrains engazonnés. Dans la partie basse du terrain, la muraille est fermée par un grand portail métallique marquant l’ancienne entrée à la forteresse.

### Les toursFemminaetMaschio
Tour Femminadans la tour Femmina (la plus volumineuse), située dans la partie basse, on accède au « musée historique de l’agriculture » dont les différents étages présentent la mémoire et le patrimoine du monde rural et paysan de la région ; de l’antique calèche et tous ses ustensiles de harnachement aux ustensiles domestiques présentés au travers de la reconstitution des pièces d’habitation de l’époque (cuisine, chambre, etc.).
D’autres pièces, situées aux étages supérieurs, présentent les différents métiers de l’artisanat local liés aux produits de l’agriculture :
- le cycle entier du chanvre depuis l’ensemencement, la récolte jusqu’au tissage de la toile.
- le cycle des céréales (blé, maïs), de la vigne avec tous les ustensiles et machines d’époques, y compris les métiers annexes comme celui de charron (reconstitution d’un ancien atelier).

Une des salles de la tour d’angle est consacrée à l’armurerie de la Rocca où toutes les armes typiques d’une forteresse sont présentées : armure, arc, lance, pic, hallebarde, masse d’arme, arbalète, etc. La salle comporte encore ses mâchicoulis, fermés par une vitre pour raison de sécurité.

La dernière salle avant la sortie, expose une série d’armes à feu du XVIe au XIXe siècle. 
Tour MaschioCette tour dite Mâle, dont la structure d’époque a été remaniée au moment où elle prit son rôle de prison (ouverture d’une porte et fenêtres), est aujourd’hui entièrement consacrée aux poteries et céramiques anciennes retrouvées lors de fouilles archéologiques.
De la salle des céramiques, un escalier mène à la pièce du commandant de la forteresse qui conserve les restes d’une cheminée, les sièges de pierre sous chacune des trois fenêtres, un plafond à arches et deux portes dont l’une permettait d’accéder directement à la tour Femmina par un pont-levis et la seconde mène encore hors de la tour, par une passerelle suspendue, sur le bastion ouest qui marque le début de la promenade panoramique sur les murs.

### Le circuit intérieur

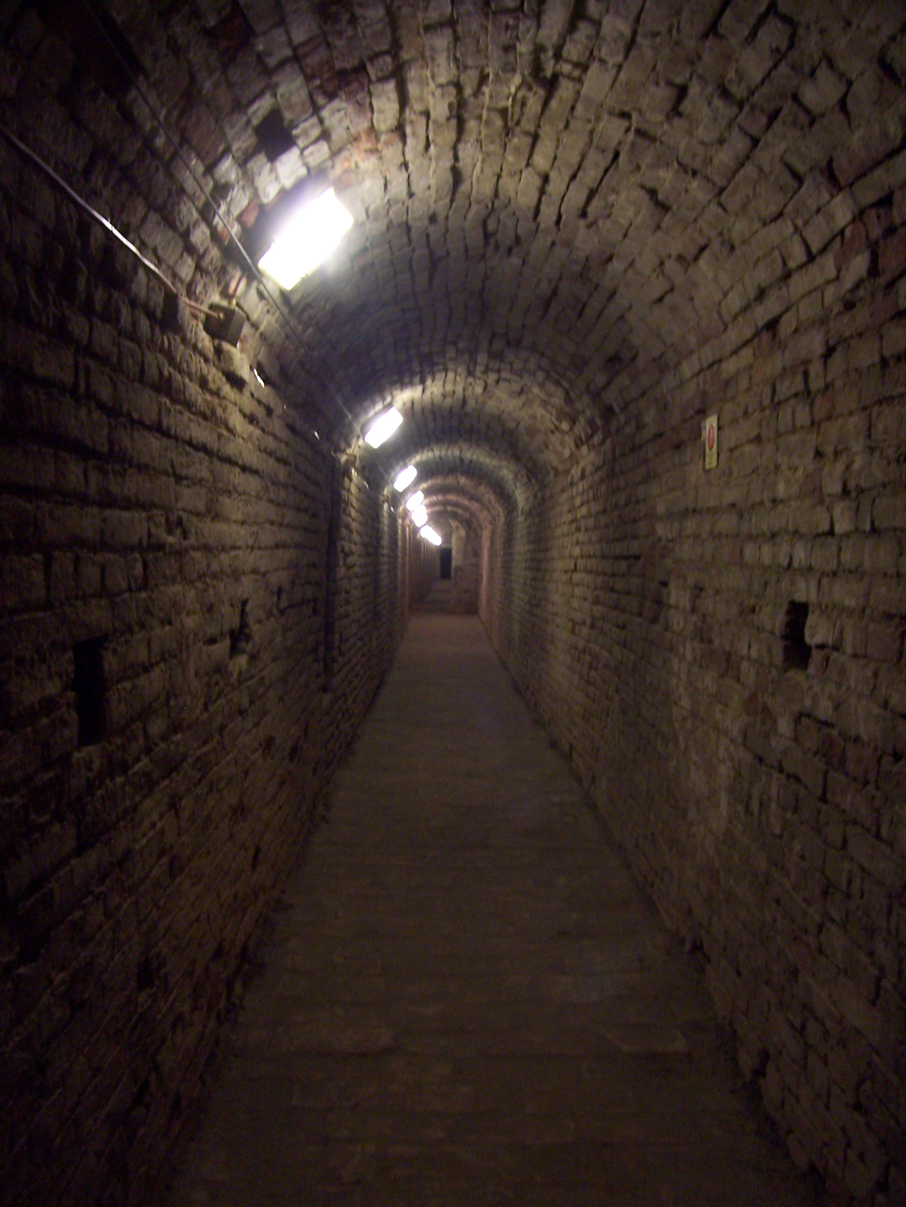
Couloir « des fantômes »

Le circuit intérieur débute par une petite porte ouvrant sur un couloir, construit dans l’épaisseur des murs, et menant à la tour de garde où un équipement de chevalier est représenté : avec cotte en maille de fer et harnachement nécessaire à la pratique des joutes traditionnelles. Ce palio local, qui se déroula de l’époque malatestiane jusqu’à 1838, mettait en concurrence les quatre cavaliers qui représentait les quatre quartiers de la ville. Cette joute se déroulait sur la grande place, aujourd’hui piazza del Popolo, et était désigné vainqueur celui qui désarçonnait les trois autres ou qui, après cinq tournois, avait totalisé le plus de coups portés à l’adversaire.
Située à la partie supérieure de la tour de garde, une salle circulaire appelée canonnière comporte encore ses deux orifices pour les canons et la cheminée d’aspiration des fumées dégagées par les explosions. La fenêtre centrale donne sur la Basilica del Monte et l’église de Sant'Agostino (XVIIIe siècle); les deux autres fenêtres donnent sur l’extérieur des murailles. De la canonnière un couloir, dit du nain, doit être parcouru tête baissée car sa faible hauteur aurait pénalisé et rendu très vulnérable l’introduction d’un éventuel ennemi.

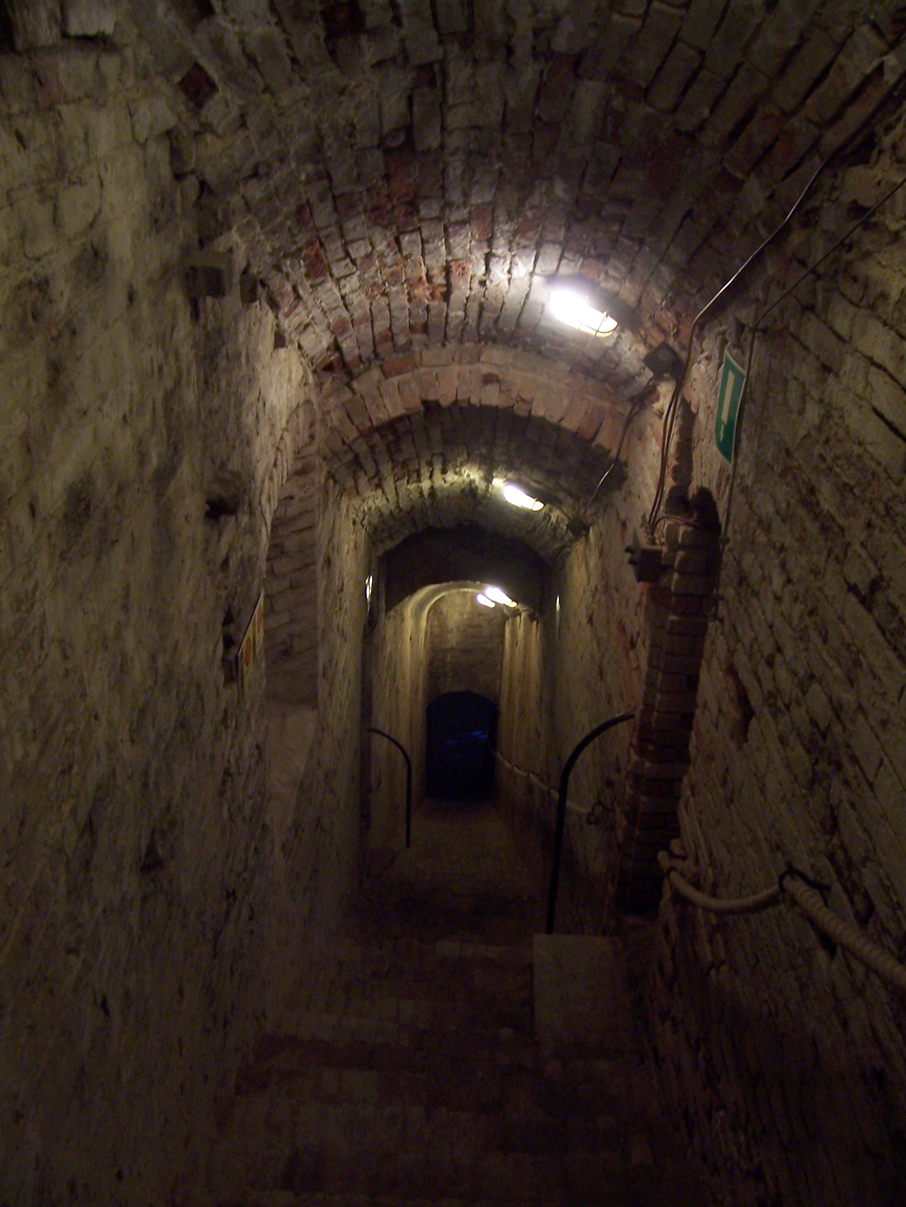
Escalier menant à la « salle des tortures ».

À la fin du couloir « du nain » des escaliers mènent à l’étage supérieur et à un couloir long de 130 mètres, illuminé par les ouvertures donnant sur la cour intérieure. La dernière partie du couloir avec ses embrasures obstruées à l’époque par la construction des cuisines de l'ex-prison, est dit « couloir des fantômes » à cause de phénomènes paranormaux qui font allusion aux « fantômes à la Rocca ». 
À l’issue du couloir, un long escalier rectiligne de 42 marches mène : à droite, au courtil sud et sur la sortie du musée et à gauche, sur deux petites salles de la tour d’angle et ses deux canonnières.

En remontant l’escalier, on arrive au niveau de la cour la plus élevée et la plus lumineuse;  là une « échelle à chevaux » (merveille de la forteresse), rampe monumentale qui permettait aux chevaux d’accéder à la cour où se trouve la citerne, la structure la plus protégée de la forteresse.

### Promenade panoramique

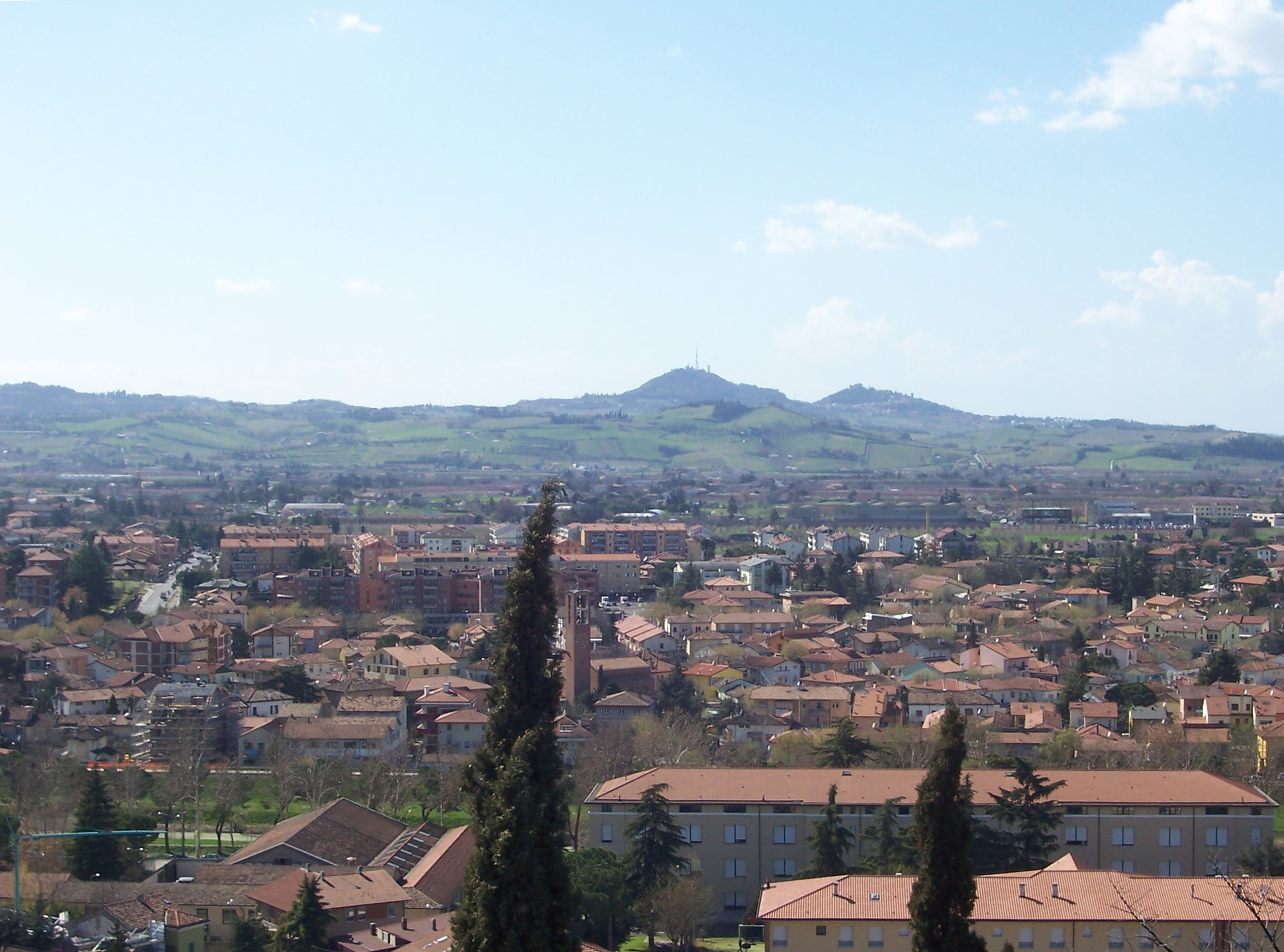
Les collines de Bertinoro vues depuis la Rocca

À l’horizon s’étendent les collines de Bertinoro dominées par sa forteresse et du mont Maggio couvert de forêt. Plus à l’est, l’étendue de la mer Adriatique avec les stations balnéaires de Cervia, Milano Marittima et Cesenatico.

Aux pieds s’étend tout le centre historique de Cesena et ses très nombreux monuments artistiques et historiques ; depuis les antiques murs entourant les palazzi et jusqu’au-delà vers l'Abbazia di Santa Maria del Monte et autres édifices religieux de la Renaissance italienne, sans oublier le Ponte Vecchio qui enjambe le fleuve Savio.

## La Rocca Malatestiana aujourd’hui
La Rocca aujourd’hui se présente sous la forme d’un hexagone irrégulier composé de hauts et épais murs renforcés par sept tours (circulaires, rectangulaires et polygonales) , avec à l’intérieur les deux tours transformées en musée et à l’extérieur des chemins de promenade, partant de la Piazza del Popolo ou le l’accès à la cité administrative (partie supérieure du Palazzo Cumunale).
La cour interne de la Rocca est le lieu d'animations régulières, comme les concerts en plein air ou la reconstitution des joutes anciennes par les "journées de réévocation historique".

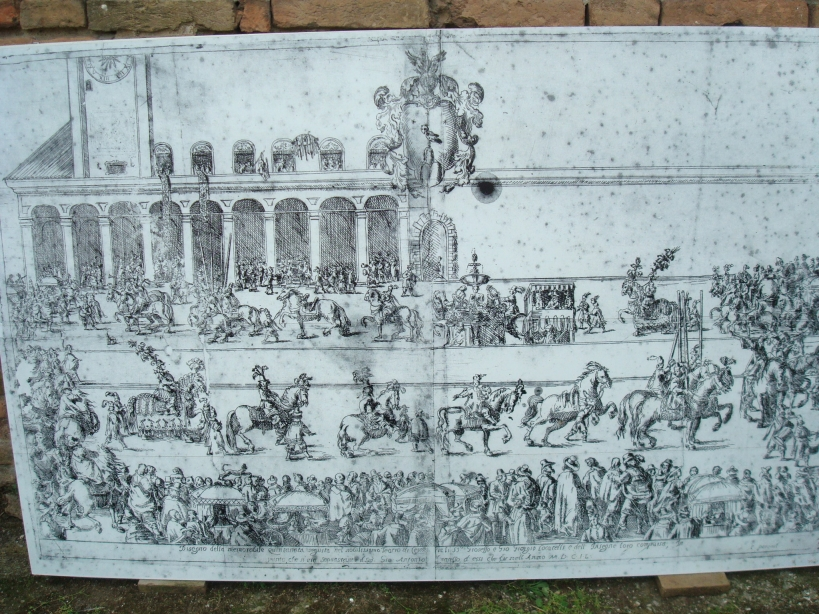
Fresque d'une joute antique.
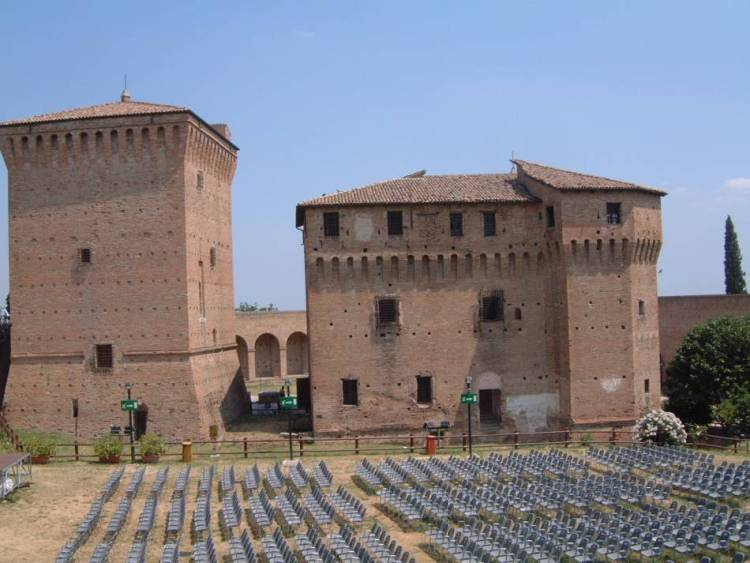
La Rocca avant un concert.

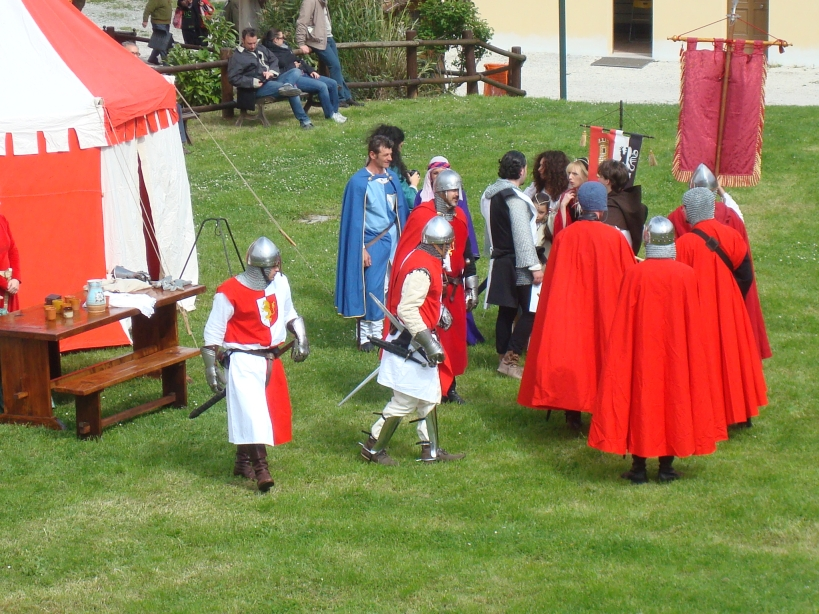
Joutes.
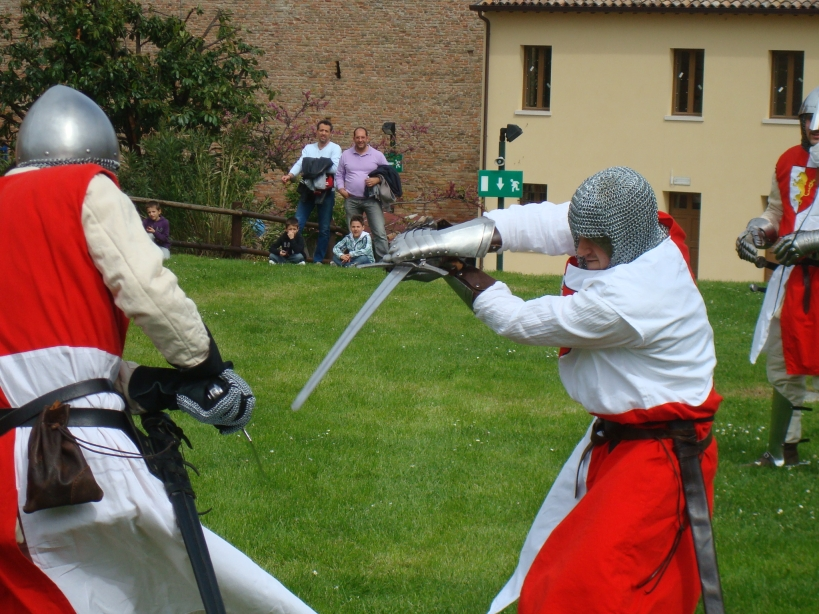
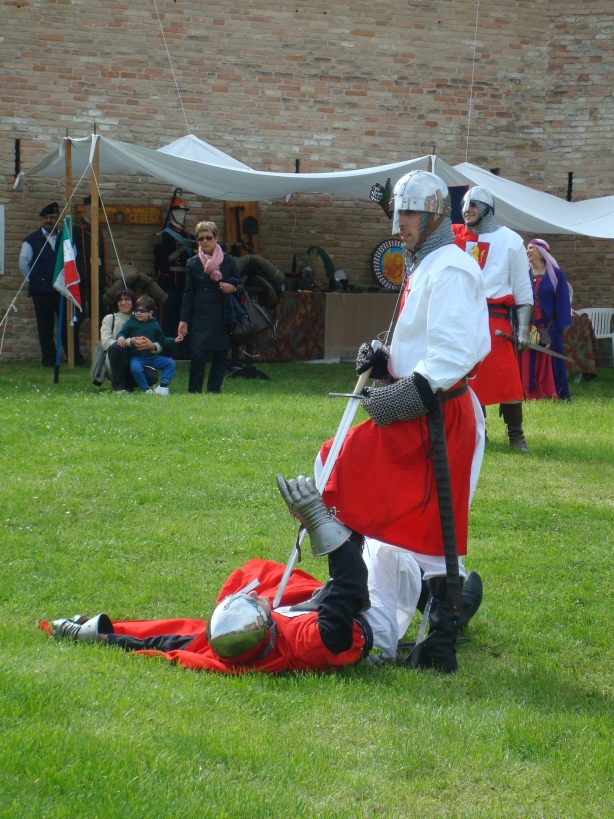
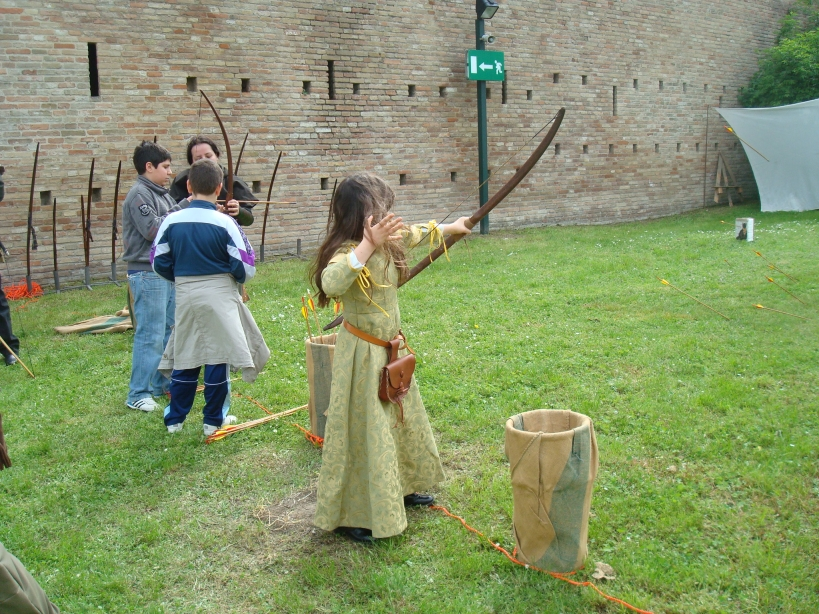

## Les musées
- Le musée de l’agriculture dans la tour Femmina,
- Le musée des fouilles archéologiques dans la tour Maschio,
- Le musée des sciences naturelles dans le Rocchetta di Piazza (Cesena) et la loggetta Veneziana (Cesena)

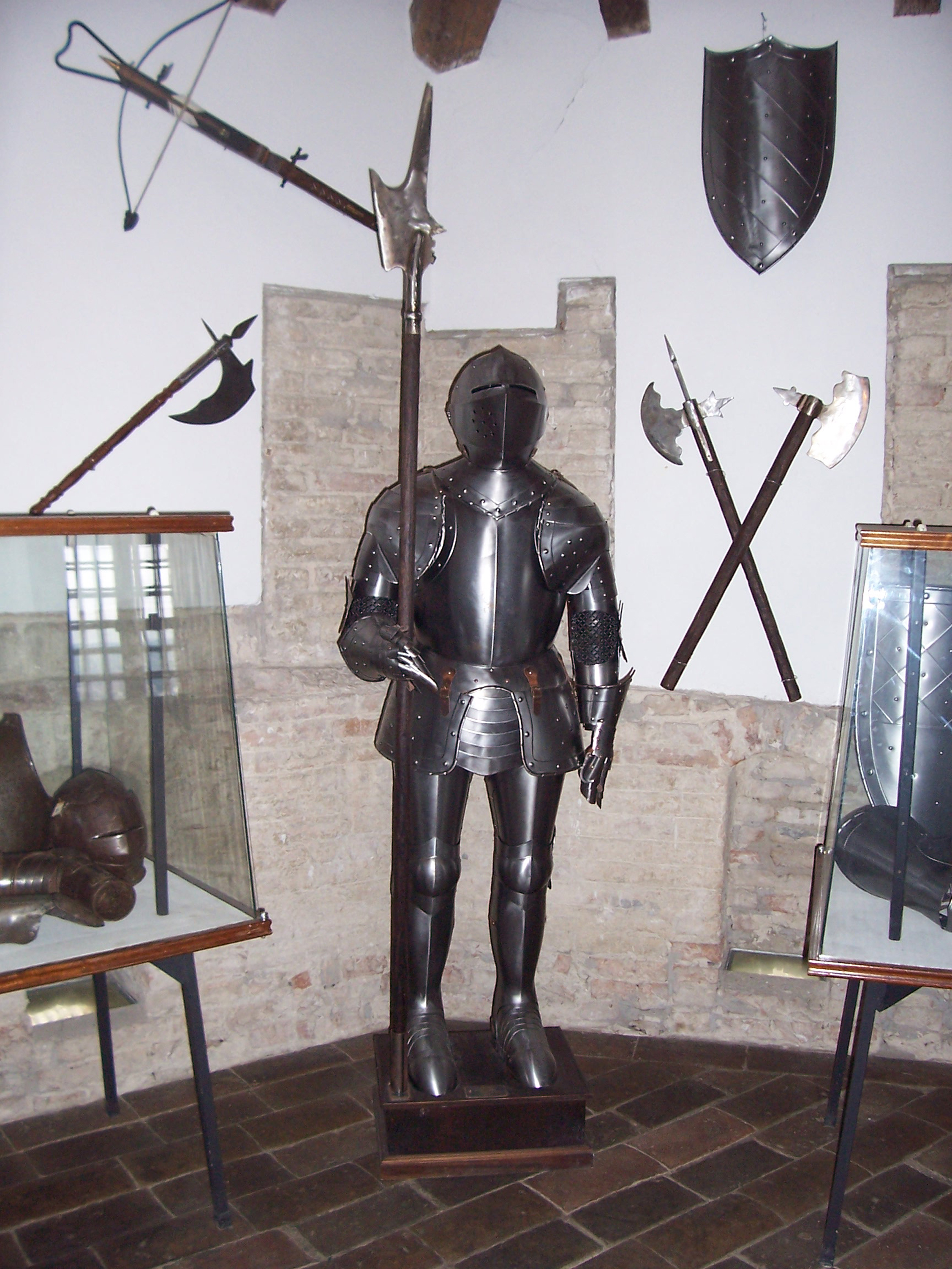
Armurerie de la Rocca.
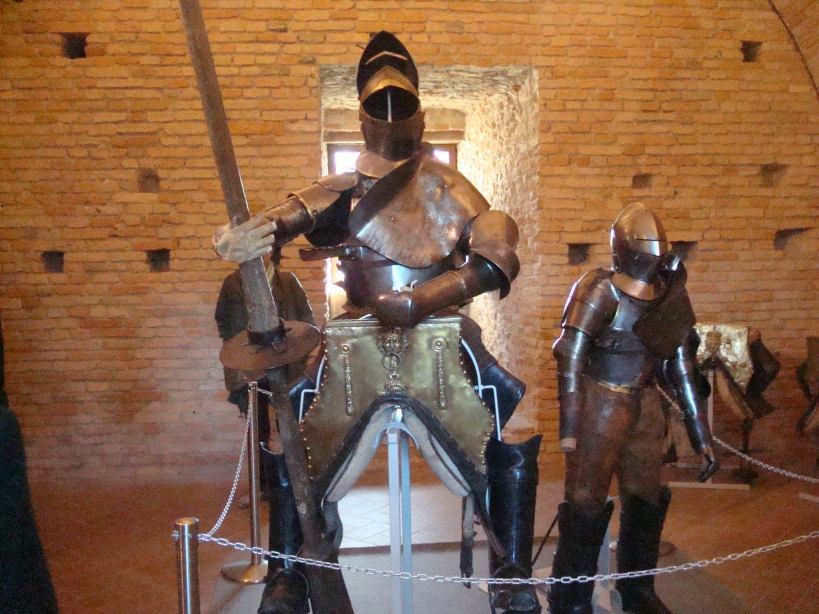
Chevalier en armure.
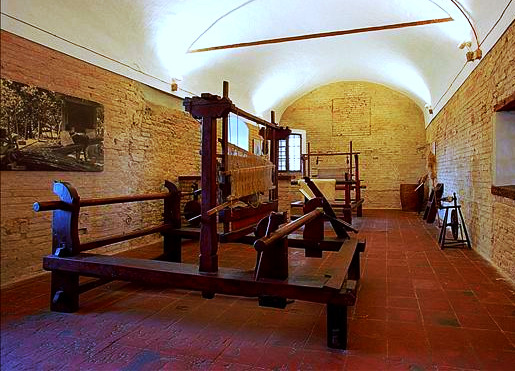
Une des salles d’exposition du musée de l'agriculture.
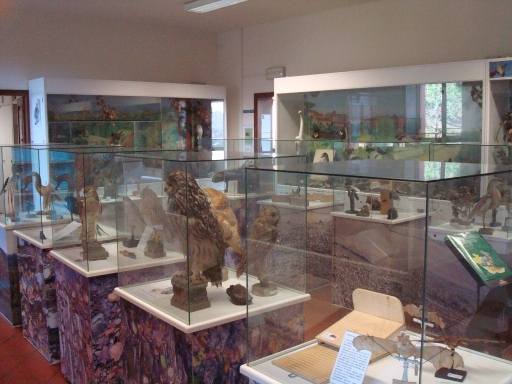
Musée des sciences naturelles.

## Galerie photos

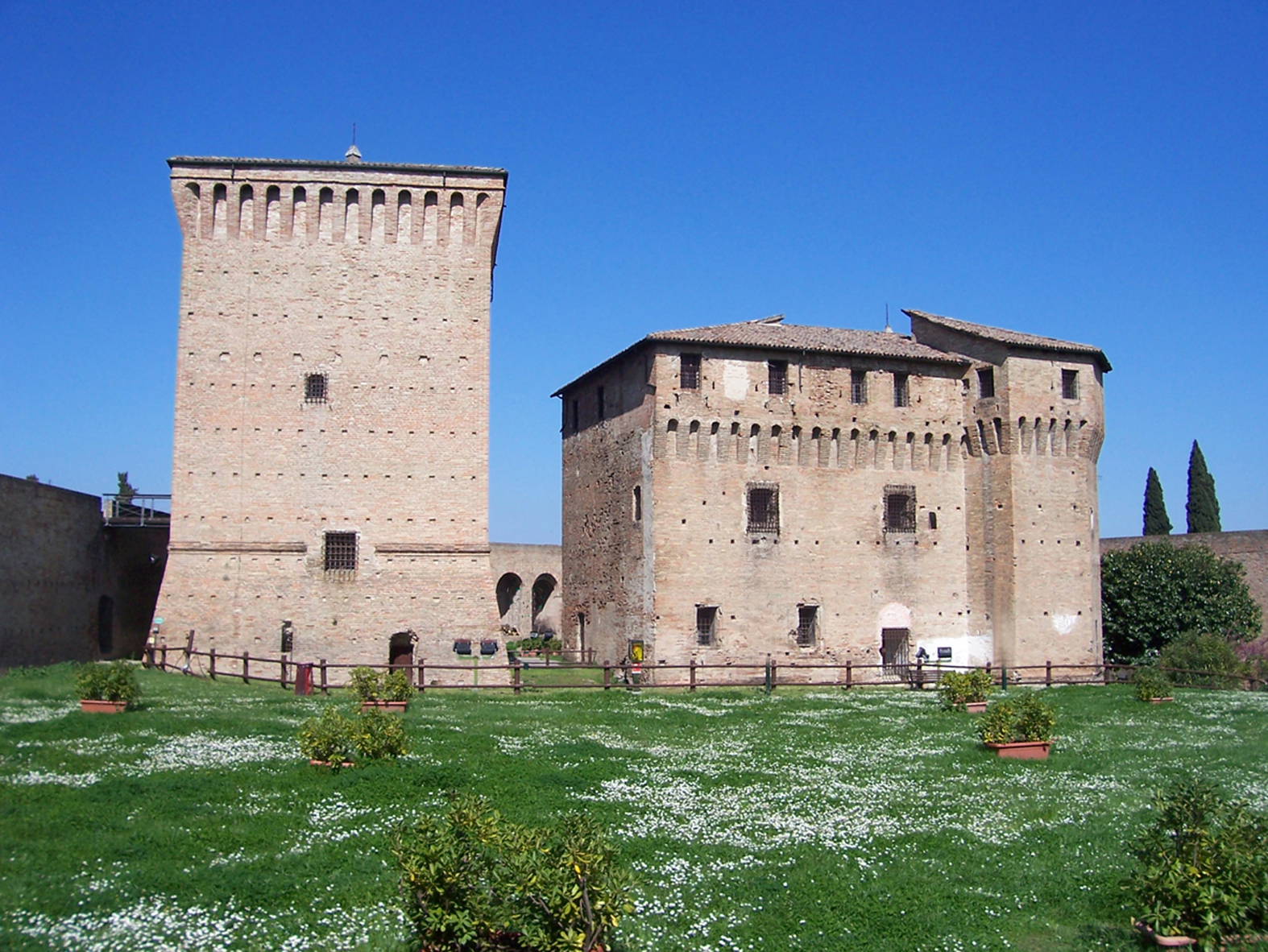
La Rocca malatestiana  et le cortile.
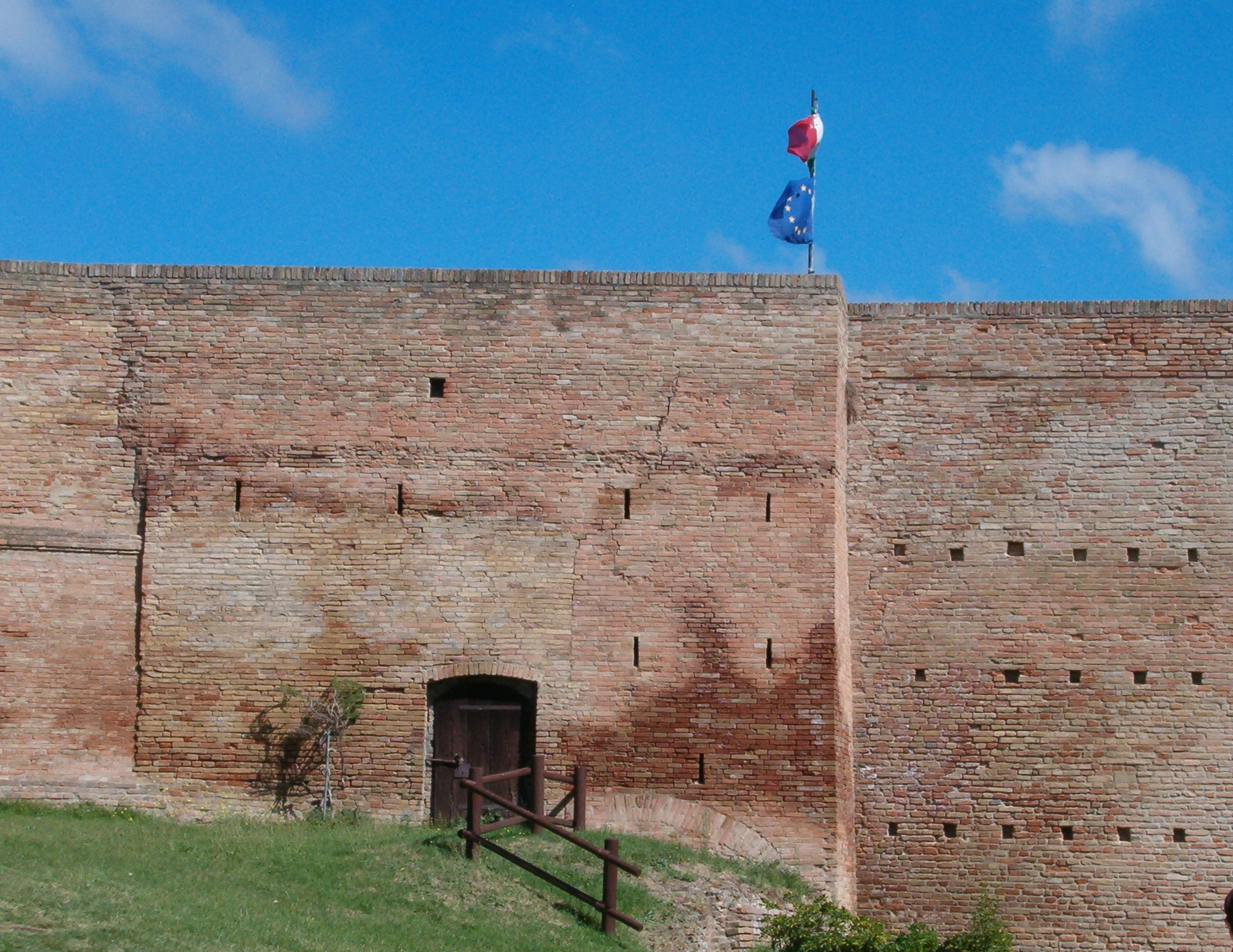
Rocca Malatestiana.
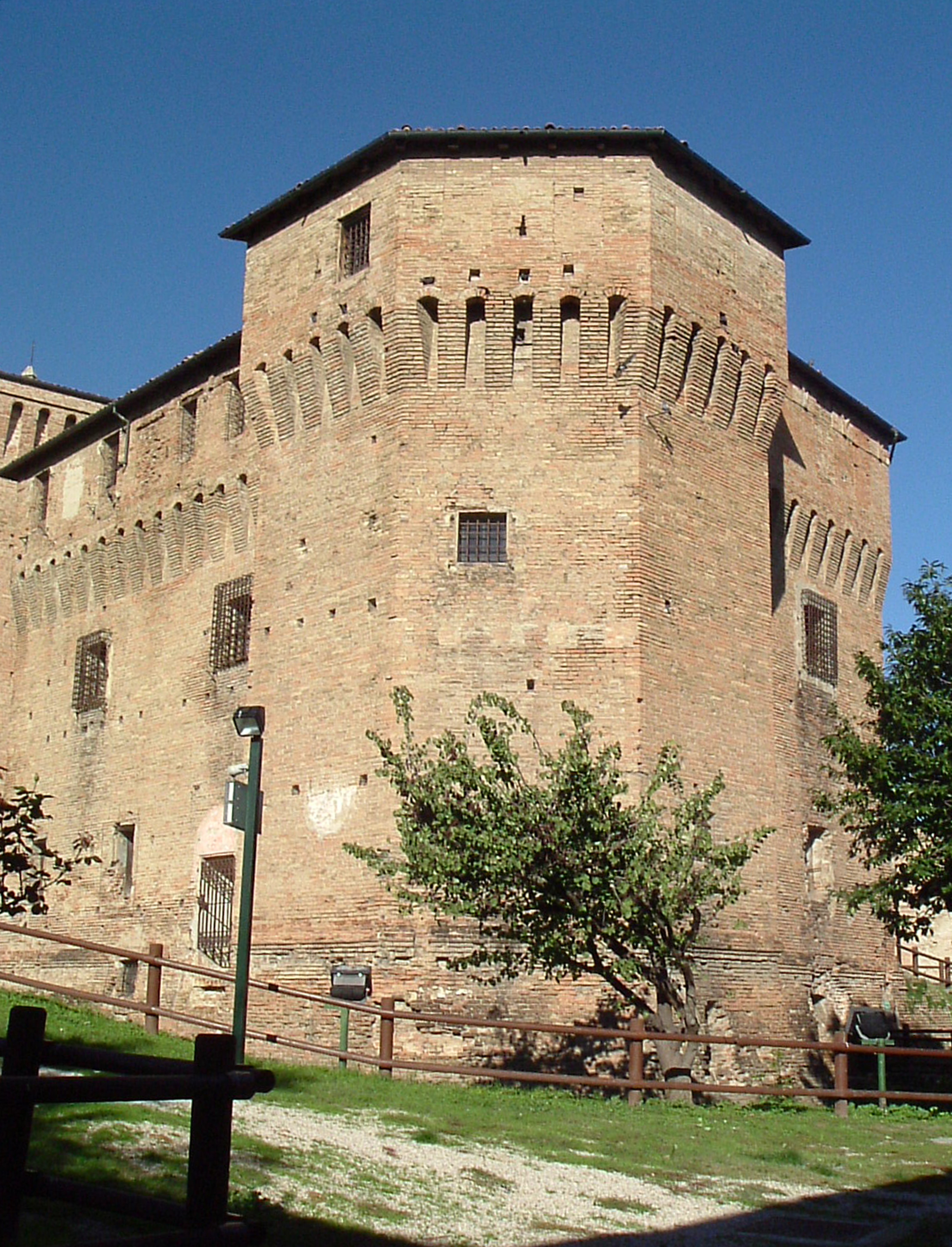
Torre Femmina.

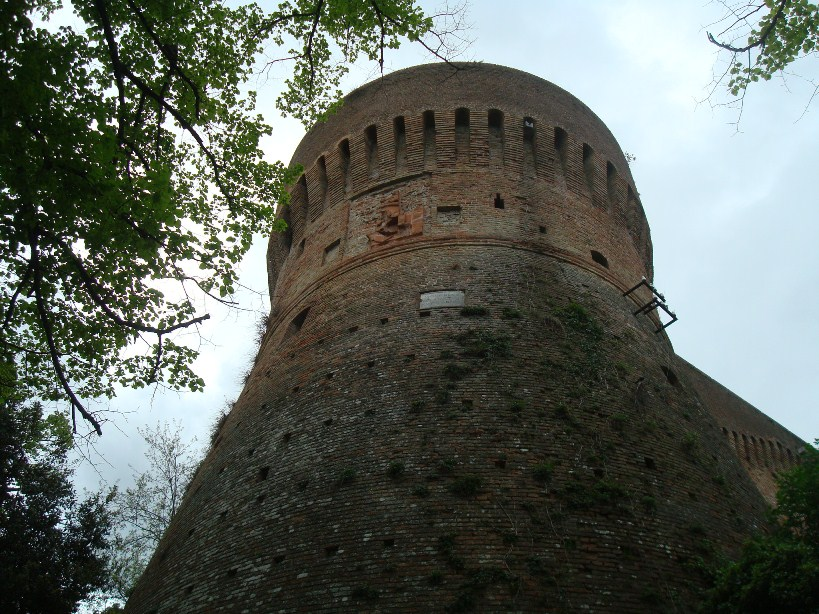
La Rocca, tour 1 de 1466.
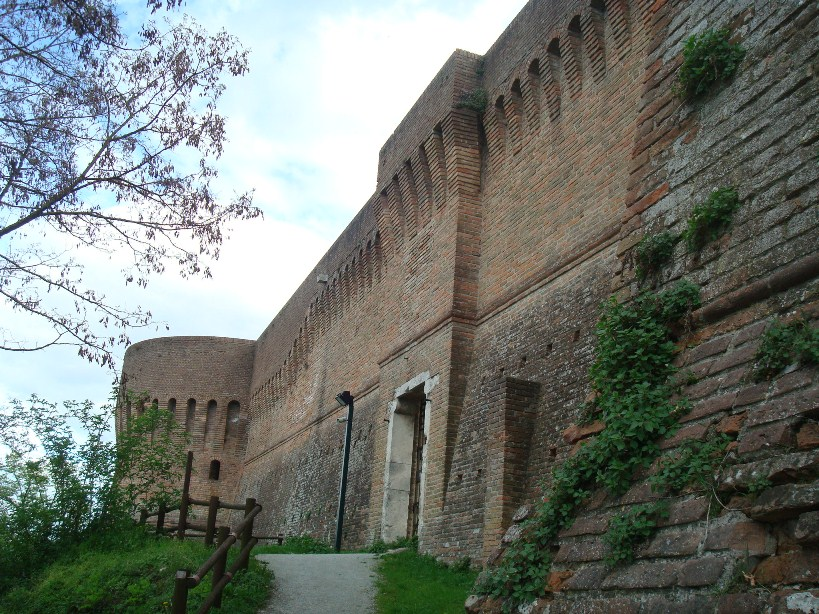
Entrée antique de la Rocca.
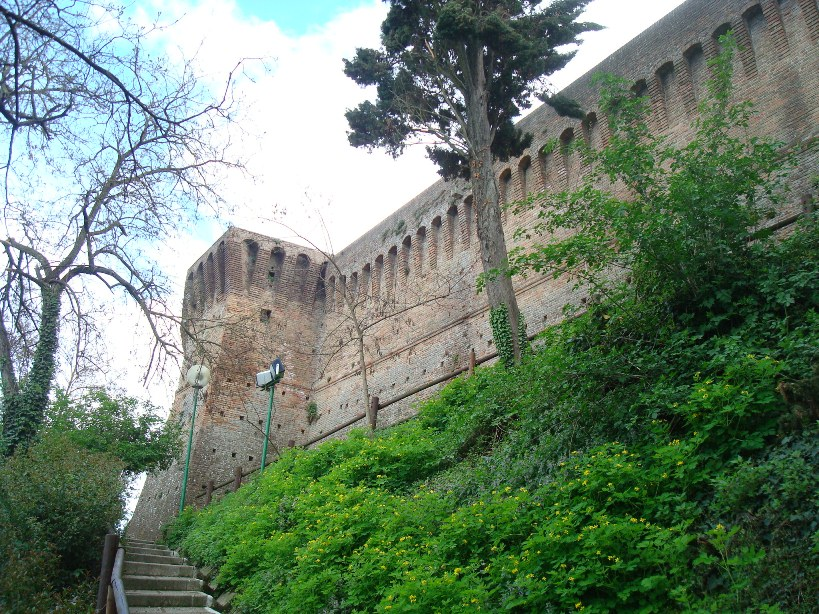
Rocca, tour 2.
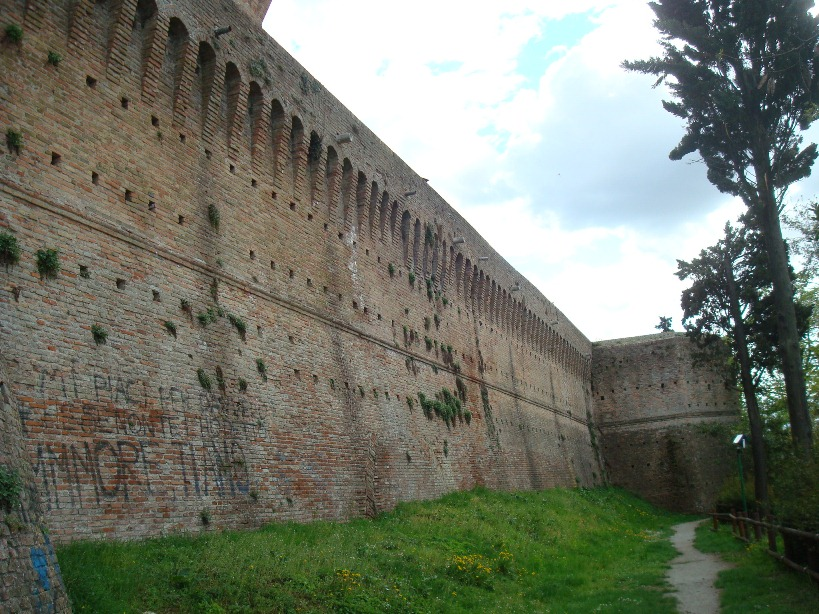
Rocca, tour 3.
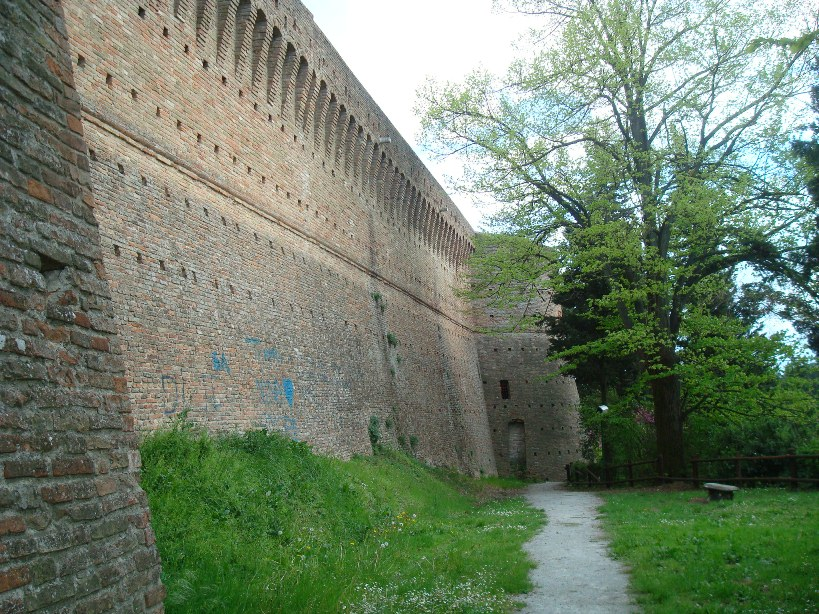
Rocca, tour 4.
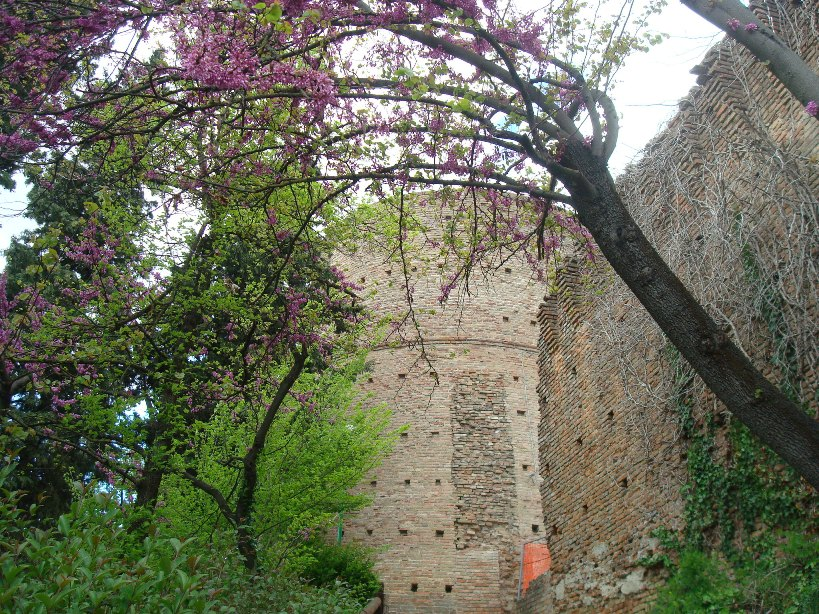
Rocca, tour 5.

## Sources
- (it) Cet article est partiellement ou en totalité issu de l’article de Wikipédia en italien intitulé « Rocca Malatestiana » (voir la liste des auteurs) le 16/04/2012.